# Naarda
Naarda o Nearda (en grec antic Ναάρδα o Νεάρδα) era un lloc de Mesopotàmia, una petita ciutat, propera a Sippar. Probablement era la mateixa ciutat que la Taula de Peutinger anomena Naharra. Flavi Josep diu que era una ciutat de Babilònia, amb una gran extensió de territori, que el riu Eufrates defensava de qualsevol atac hostil.
Quan Tiberi va expulsar els jueus de la part est de l'Imperi, molts d'ells es van refugiar en aquest lloc i a Nísibis, i la ciutat va ser durant molt de temps refugi dels jueus exiliats.
També va portar els noms de Nahardeir i Beth-Nuhadra, segons els registres cristians. Un bisbe de Nahardeir es menciona l'any 421 i el 755 s'esmenta un bisbe de Beth-Nuhadra. Encara tenia bisbe el 1285. Durant tot aquest període, Naarda pertanyia a la província episcopal de Mossul. Benjamí de Tudela a finals del segle xii va viatjar per aquests territoris, i diu que a la ciutat hi vivien uns dos mil jueus. Altres jueus vivien a Pumbedita i Sura properes a Bagdad.